# The Summer Queen
The Summer Queen- este un roman științifico-fantastic scris de Joan D. Vinge, publicat prima oară în 1991. Este al treilea roman din Seria Regina zăpezilor.

## Povestea
Moon Marchalaube este noua regină a verii. Ea își așteaptă poporul. Nerespectând ritualul, regina dorește reinstaurarea la Tiamat a modului de viață tehnofil de iarnă și să deschidă celorlalte lumi hegemonia.